# St. Paul (München)
Die katholische Kirche St. Paul, auch Paulskirche genannt, ist die erste Pfarrkirche der Ludwigsvorstadt in München. Sie wurde 1892 bis 1906 nach Plänen von Georg von Hauberrisser im neugotischen Stil errichtet. St. Paul zählt mit dem 97 Meter hohen Ostturm nicht nur zu den höchsten, sondern neben dem Liebfrauendom auch zu den mächtigsten Kirchenbauten Münchens.

## Lage
St. Paul steht am westlichen Ende der Landwehrstraße, die neben der Schwanthalerstraße als eine der großen Erschließungsstraßen der Ludwigsvorstadt angelegt worden war. Die Paulskirche am St.-Pauls-Platz 11 schließt die Landwehrstraße ab und zieht den Blick auf sich, da sie durch ihren Hauptturm die Sichtachse beherrscht und gleichsam die Ludwigsvorstadt um sich versammelt. Außerdem nimmt sie städtebaulich Kontakt mit ihrer Mutterpfarrei St. Peter auf, da die Landwehrstraße in ihrer gedachten Verlängerung in Richtung historische Altstadt direkt auf den „Alten Peter“ führt.

## Geschichte

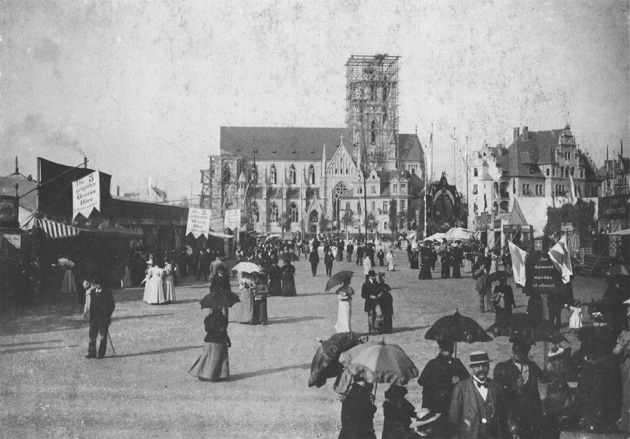
St. Paul während der Bauarbeiten um das Jahr 1900

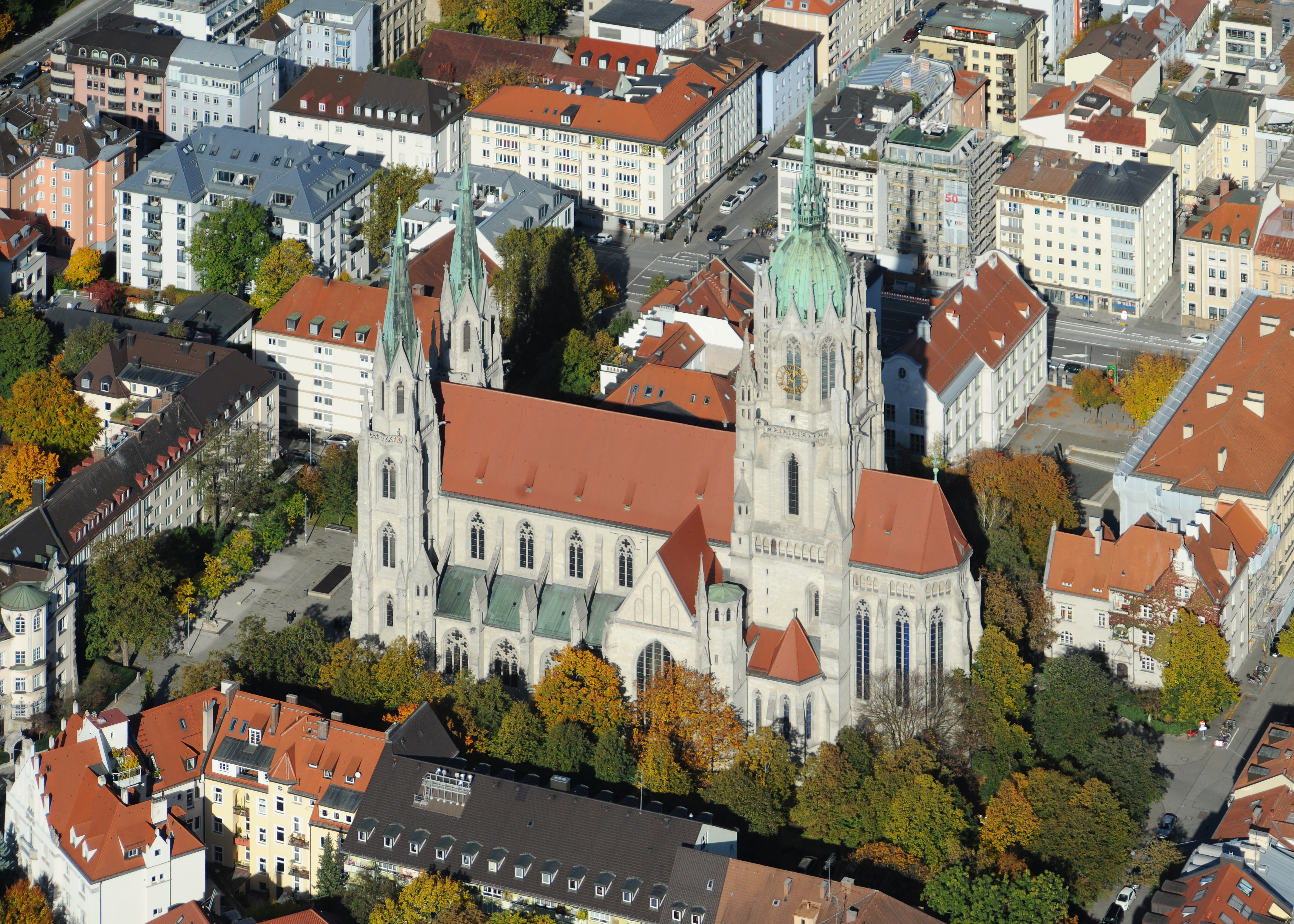
Luftbild von St. Paul (2023)

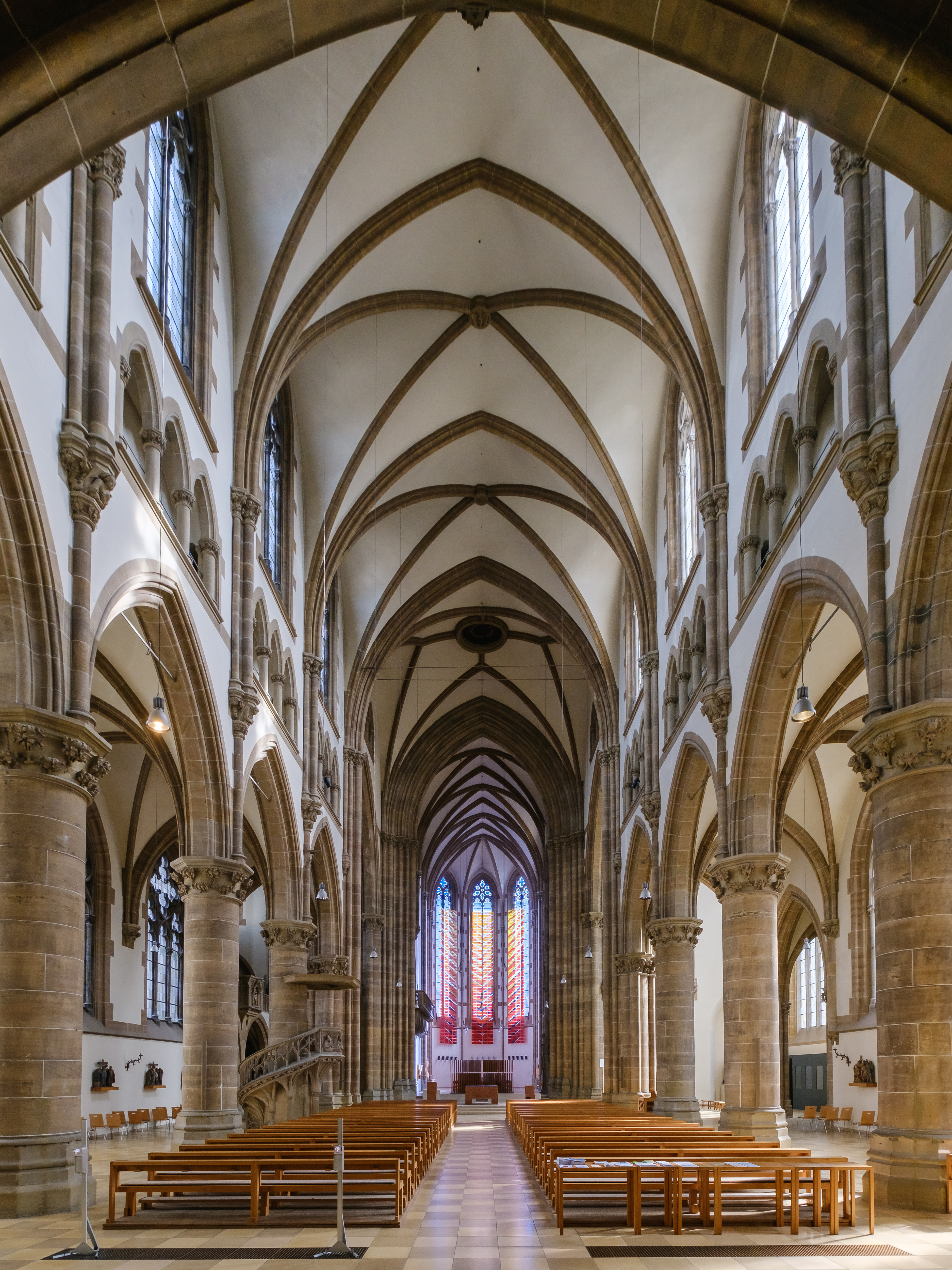
Innenraum, Blick zum Altar

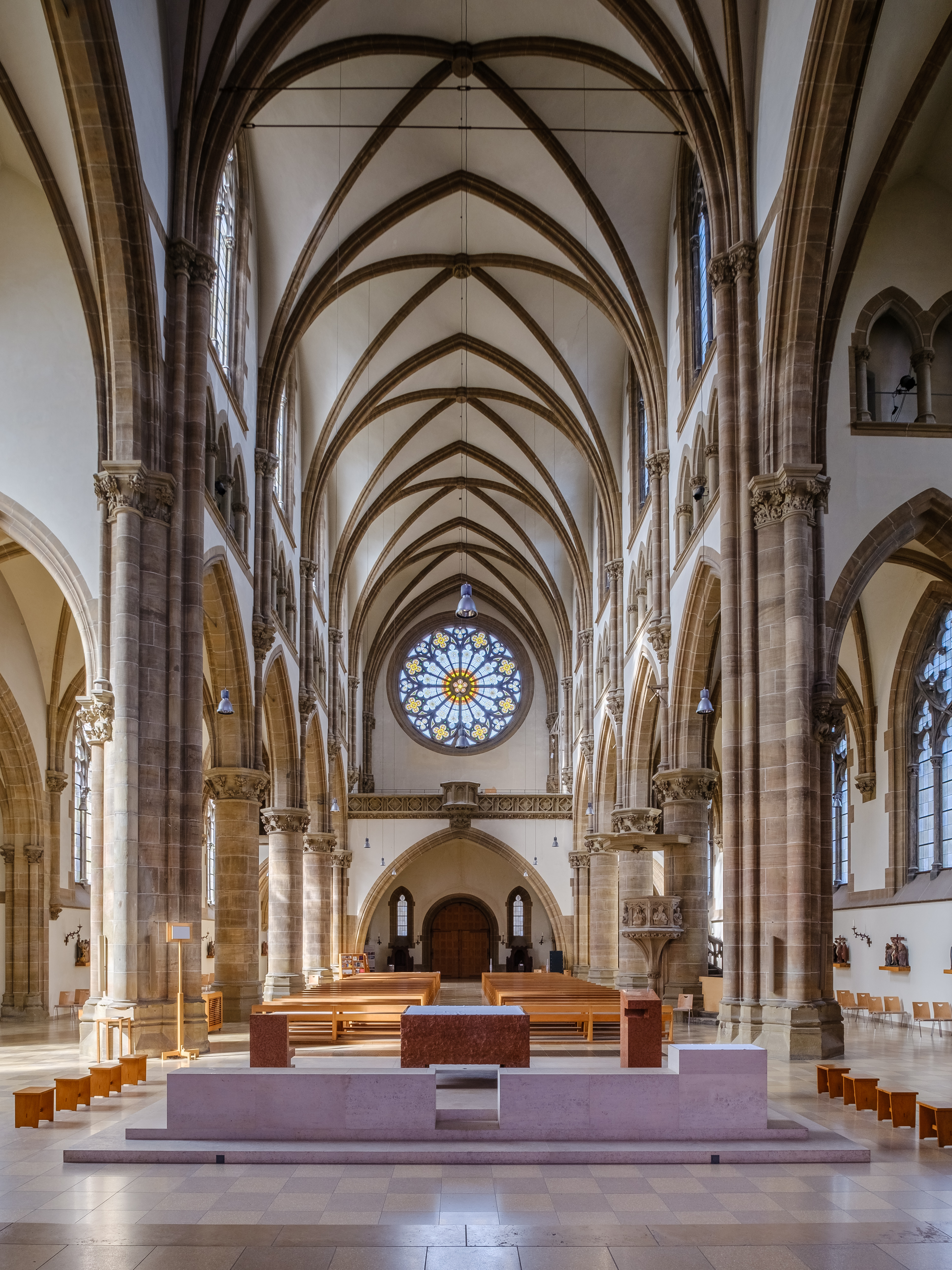
Innenraum, Blick zum Haupteingang

Nachdem München bereits 1883 auf etwa 262.000 Einwohner gewachsen war, forderte Erzbischof Antonius von Steichele den Bau dreier weiterer Pfarrkirchen. Um den Bau dieser drei Stadtpfarrkirchen St. Benno in der Maxvorstadt (eingeweiht 1895), St. Maximilian in der Isarvorstadt (eingeweiht 1901) und St. Paul zu ermöglichen, wurde der „Zentralverein für Kirchenbau in München“, genannt Zentralkirchenbauverein, gegründet, der alle drei Gotteshäuser errichten sollte. Neben dem Zentralkirchenbauverein wurde 1883 zusätzlich ein lokaler Kirchenbauverein für St. Paul gegründet, der bis 1914 bestand.
Am 30. Mai 1883 stellte die königliche Haupt- und Residenzstadt München einen Bauplatz südlich der Schwanthalerschule kostenlos zur Verfügung mit der Auflage, innerhalb der nächsten 15 Jahre mit dem Bau zu beginnen. Als Sieger eines Architekturwettbewerbes erhielt Georg von Hauberrisser den Bauauftrag. Sein Entwurf ist ein Beispiel seiner eigenen Neugotik, die französische und rheinische Gotik eigenwillig interpretiert. Der Bauingenieur Eduard Schneider, der bereits bei der Pfarrkirche St. Anna im Lehel Bauleiter gewesen war, wurde am 11. Mai 1892 mit der Bauleitung beauftragt. Den Spatenstich für das damals größte Neubauprojekt einer Pfarrkirche in München nahm der Pfleger der Pfarrkirchenstiftung, Domkapitular Paul Kagerer am 7. Juni 1892 in Gegenwart des Baumeisters und der Ausschussmitglieder des Kirchenbauvereins St. Paul vor. Der Grundstein wurde am 29. Juni 1892 durch Erzbischof Antonius von Thoma gelegt.
Der Bau der Kirche schritt trotz des ungünstigen Untergrunds zügig voran. Nachdem in der zweiten Dezemberwoche 1893 der bauleitende Ingenieur Edmund Schneider starb, ruhte der Bau bis zum 2. April 1894. Zu diesem Zeitpunkt übernahm Felix Swoboda die Bauleitung. Finanzielle Probleme führten zu keinem Zeitpunkt zur Baueinstellung, da die Verantwortlichen in den zuständigen Kirchenbauvereinen auf die Spendenbereitschaft und die Erlöse der Kirchbau-Lotterien vertrauen konnten.
1899 war der Bau so weit fortgeschritten, dass die zukünftige Marienkapelle als Notkirche ausgebaut werden konnte. Am 12. November 1899 wurde der erste Gottesdienst gefeiert. Nachdem 1900 das Kirchenschiff fertiggestellt worden war, wurde St. Paul zur Expositur von St. Peter erhoben. Am 8. Dezember 1903 wurde der Hochaltar eingeweiht, am 5. Februar 1905 erfolgte die Erhebung zur Stadtpfarrkirche. Schließlich wurde St. Paul nach Abschluss aller Arbeiten am 24. Juni 1906 durch Erzbischof Franz Joseph von Stein in Anwesenheit des Erzbischofs von Bamberg, Friedrich Philipp von Abert, und des fast vollständigen Wittelsbacher Königshauses unter Prinzregent Luitpold eingeweiht.
Im Zweiten Weltkrieg wurde St. Paul insbesondere am 4. und 5. Oktober und am 31. Dezember 1944 durch die Luftangriffe auf München schwer beschädigt. Dabei wurden große Teile der Ausstattung zerstört, darunter der Hochaltar und die Orgel. Ein von Thomas Buscher ursprünglich für St. Paul geschaffenes Chorgestühl befindet sich heute in der Kirche Mariä Himmelfahrt in der oberfränkischen Stadt Teuschnitz. In den 1950er Jahren wurde die Paulskirche wiederhergestellt und aufgrund der Ausstattungsverluste im Geschmack der Zeit modernisiert.
Am 17. Dezember 1960 kollidierte ein amerikanisches Militärflugzeug vom Typ Convair C-131D Samaritan, das vom Flughafen Riem gestartet war und wegen des Ausfalls eines Motors nicht schnell genug an Höhe gewinnen konnte, im dichten Nebel mit der Spitze des Hauptturms und verlor dabei eine Tragfläche. Manövrierunfähig geworden, stürzte es an der nahegelegenen Martin-Greif-Straße auf eine Trambahn. Das Unglück forderte 52 Tote – die 20 Flugzeuginsassen und 32 Fahrgäste der Tram und Passanten (siehe dazu Flugzeugunglück am 17. Dezember 1960 in München). Die Spitze wurde dabei oberhalb der Turmkugel umgeknickt.

## Programm und Konzeption

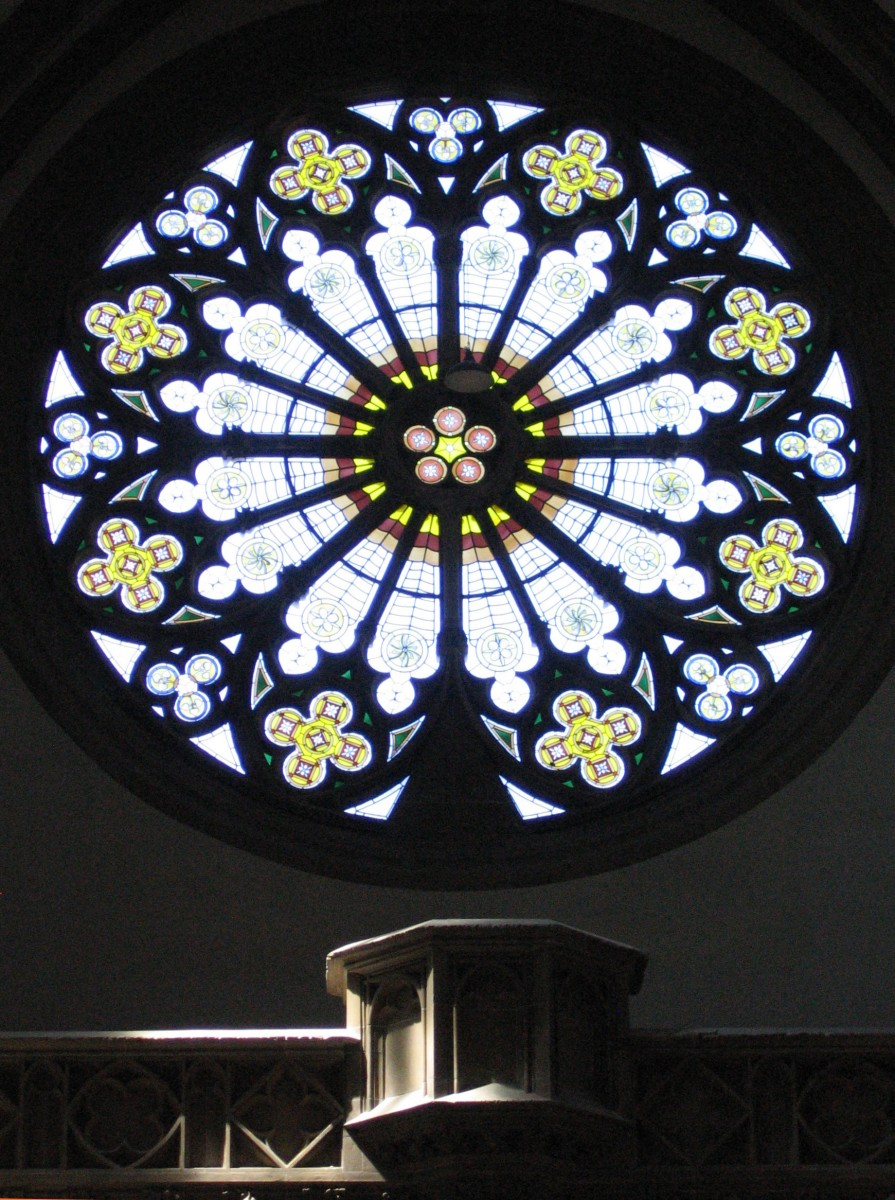
Fensterrose über dem Eingang

Der vorherrschende Baustil für Kirchenneubauten um 1890 war der neoromanische Stil. Das hatte vor allem auch politische Gründe. Nach der Gründung des Deutschen Reiches 1871 sah man in der Romanik einen Baustil, der die Treue zur dynastischen Herrschaft betonte und zugleich eine Kontinuität zum römisch-deutschen Kaisertum des Mittelalters konstruierte. Von den Kirchenbauten dieser Stilrichtung, von denen vor allem Pfarrkirche St. Anna im Lehel sowie St. Benno München-Maxvorstadt und St. Maximilian München-Isarvorstadt zu nennen sind, setzte sich St. Paul bewusst ab, indem es die Neugotik wieder aufnahm.
Auch das hatte politische Gründe. Während die Neugotik Anfang und Mitte des 19. Jahrhunderts eher als Baustil aufgefasst wurde, der in Fortführung der Gedanken Johann Wolfgang von Goethes, die er in seinen Loblied an das Straßburger Münster (1773) vorstellte, als typischer „deutscher Baustil“ (Goethe) die nationale Einheit betont, so wandelte sie sich zum Ausdruck eines selbstbewussten und politisch eigenständigen Bürgertums, das einem streng hierarchisch aufgefassten dynastischen Prinzip nicht so bereitwillig folgen wollte, da es ihm zu feudal wirkte. Deshalb entschied sich der Magistrat der kgl. Haupt- und Residenzstadt München, als er einen Baustil für das Neue Rathaus am Marienplatz entscheiden musste, für die Neugotik, da hier die Blüte der Stadt München und ihrer Bürger in der Gotik wiederaufgenommen werden würde. Gleichzeitig war die Ludwigsvorstadt um 1890 in weiten Teilen ein großbürgerliches Viertel, St. Paul selbst in einen Villengürtel eingebettet. Um dieses Selbstbewusstsein zu demonstrieren, wurde der hohe Hauptturm (der im Übrigen eine sehr große Ähnlichkeit mit dem Turm des Kaiserdoms in Frankfurt am Main hat), der nicht umsonst eine ähnliche Höhe hat wie das erste Bauwerk bürgerlicher Selbstbewusstseins und Unabhängigkeit, der Frauenkirche, entgegen den Traditionen nicht auf die theologisch bedeutende Vierung gesetzt, sondern östlich Richtung Chor errichtet, um die Sichtachse der Landwehrstraße aus Richtung Stadtzentrum und Residenz zu beherrschen. Damit ist sowohl St. Paul als auch das etwa zeitgleich entstandene Neue Rathaus, dessen Entwurf ebenfalls von Georg von Hauberisser stammt, Ausdruck eines selbstbewussten Münchner Groß- und Bildungsbürgertums, das bei aller Treue zum Königshaus auf seine Eigenständigkeit und Freiheitsrechte pocht.

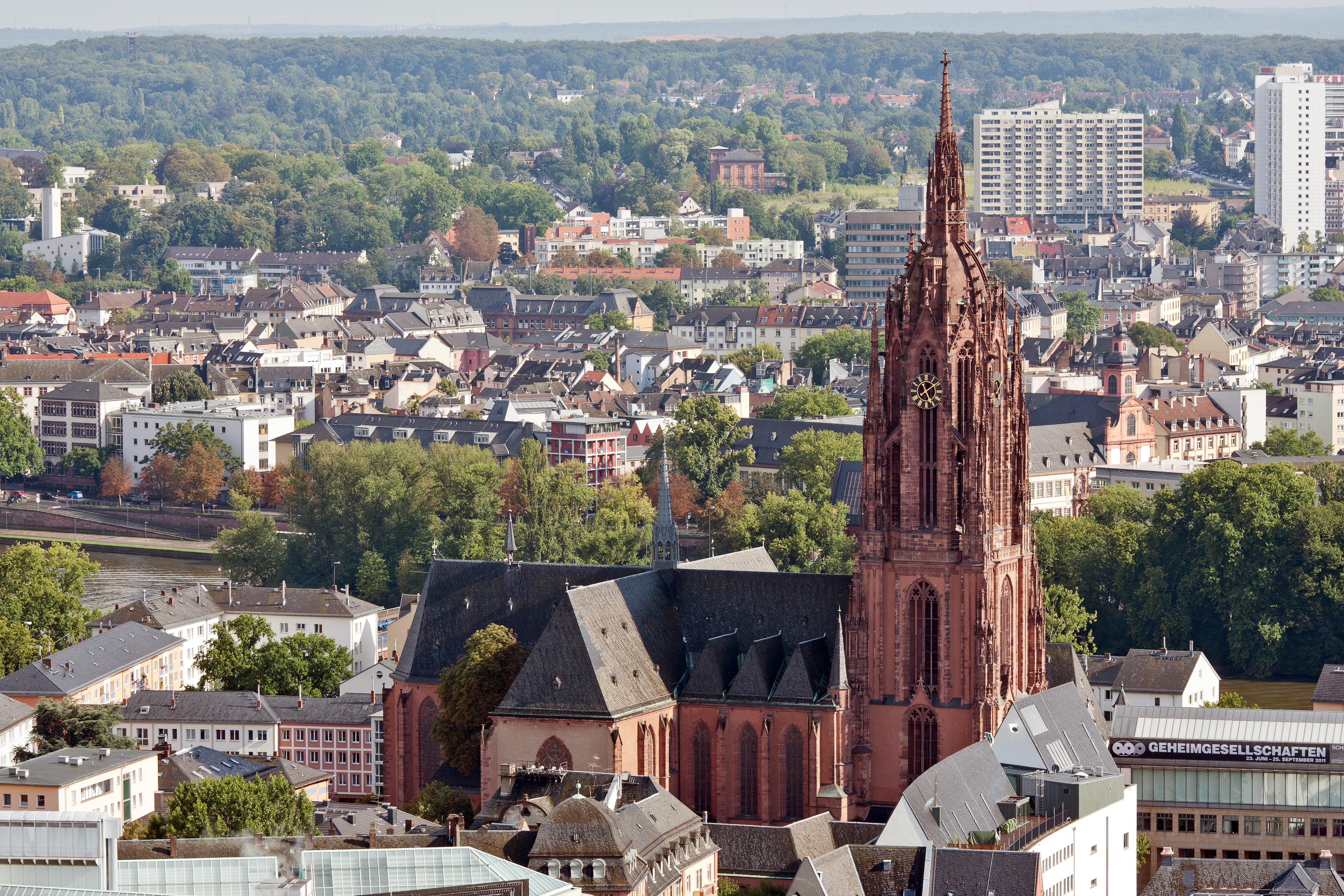
Frankfurt am Main, Turm des Kaiserdomes St. Bartholomäus, Vorbild des Vierungsturmes von St. Paul

Hauberrisser verwendete bei seinen neogotischen Bauten stets Architekturdetails bedeutender mittelalterlicher Bauten. So knüpft der Turm von St. Paul stark an das Vorbild der Frankfurter Kaiserkrönungskirche St. Bartholomäus an und schlägt so den Bogen zur historischen Tradition des Heiligen Römischen Reiches.
Die Positionierung des Turmmotives des Frankfurter Westturms als quasi „Vierungsturm“ bei St. Paul dürfte Hauberrisser von der Kathedrale von Bayeux übernommen haben.

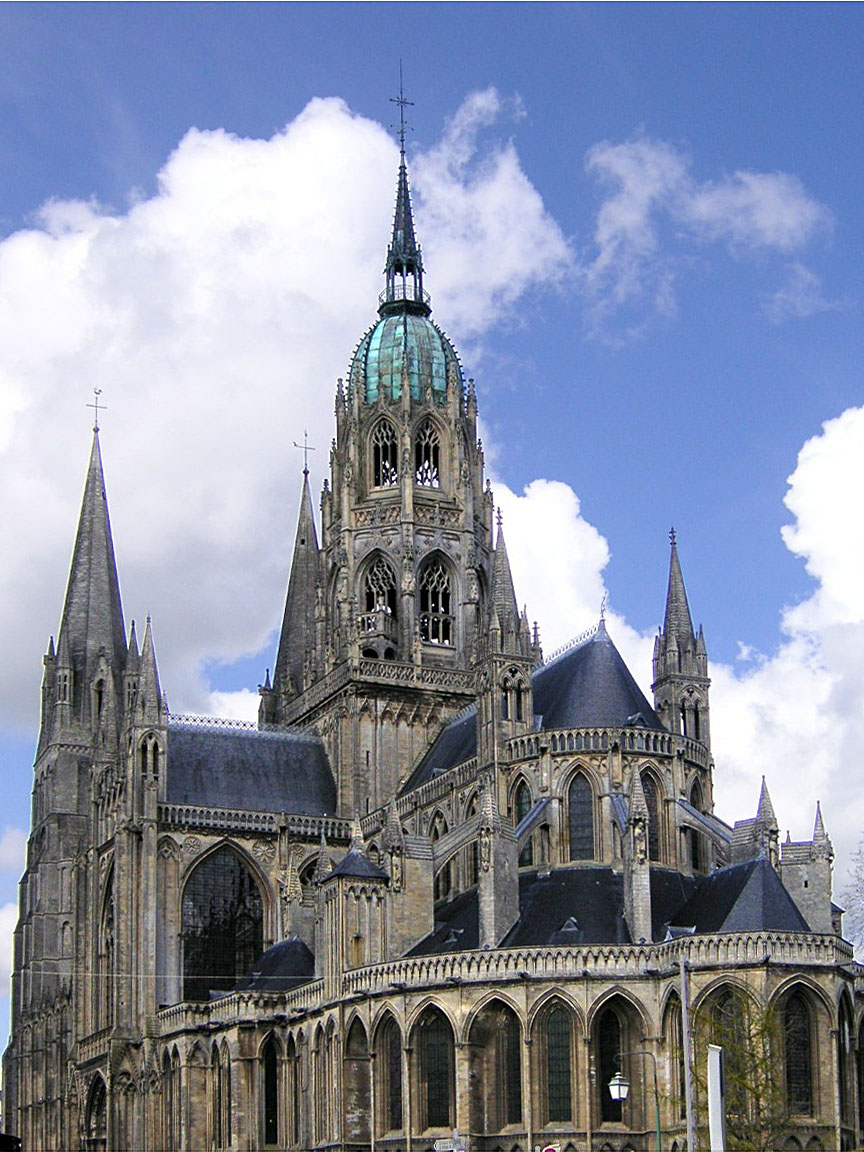
Bayeux, Vierungsturm der Kathedrale

## Maße des Bauwerkes
- Höhe des Hauptturmes: 97 m
- Höhe der beiden Westtürme: 76 m
- Gesamtlänge der Kirche: 76 m

Der Bau besteht hauptsächlich aus Ansbacher Muschelkalk zur Außenverkleidung und Tuffstein für den Innenausbau, der aus Darching bei Holzkirchen und Polling bei Weilheim i. Obb. stammt. Der Kern des Mauerwerkes besteht aus Ziegel und Bruchstein.

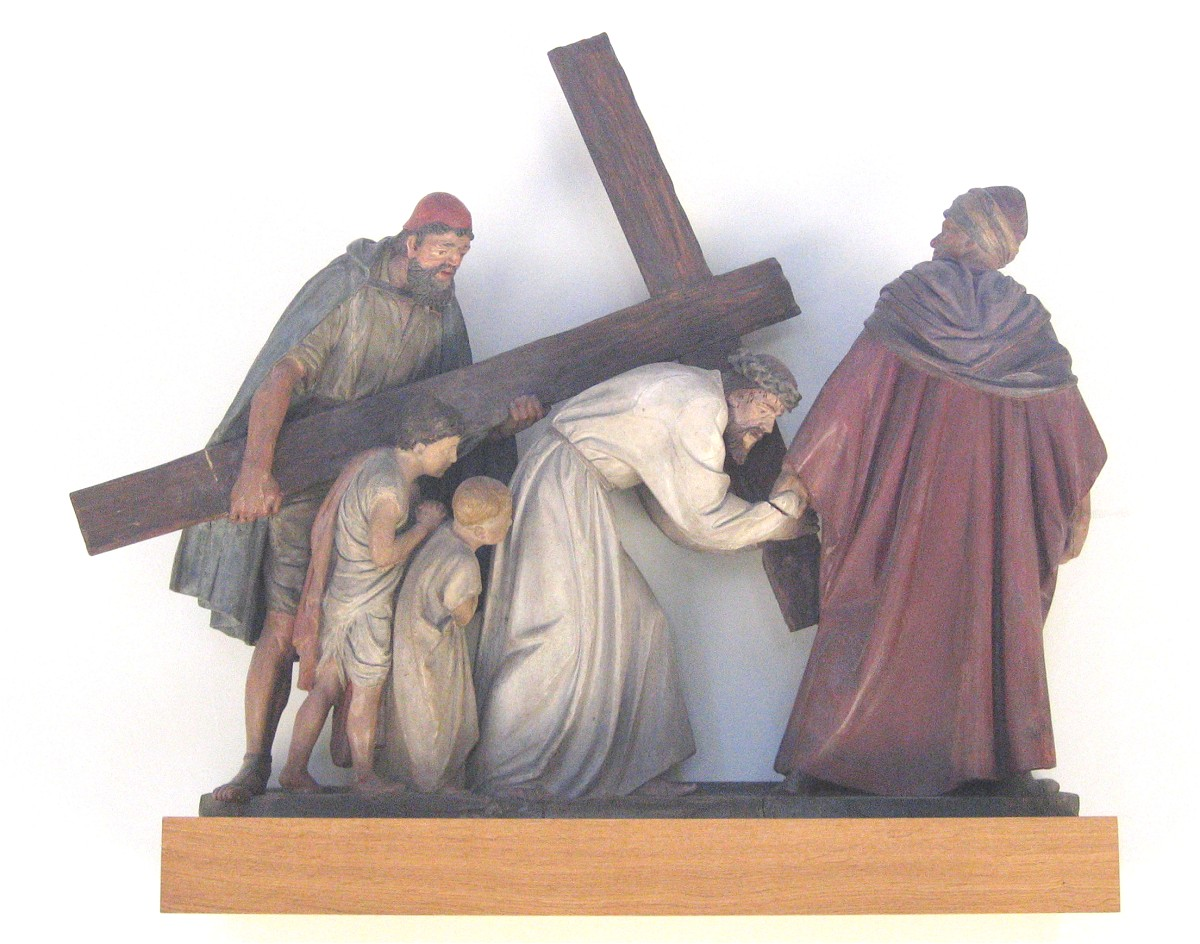
Kreuzwegstation

## Bedeutende Kunstwerke
- Tympanon (Heinrich Waderé, 1902)
- Brauttor (Entwurf Georg von Hauberisser, Ausführung 1896);
- Kreuzwegstationen (Georg Busch, 1905–1913)
- Kanzel (Entwurf Georg von Hauberisser, Ausführung nach 1900);

## Vasa sacra und liturgische Gerätschaften
Im Besitz der Kirche befinden sich zahlreiche Kelche, Reliquiengefäße, Monstranzen und liturgische Gerätschaften aus verschiedenen Stilepochen von der Barockzeit bis hin zur Moderne.

### Neospätgotische Monstranz
Die Monstranz der Erstausstattungszeit ist im Stil der Neogotik gehalten und wurde von der Münchener Goldschmiedewerkstatt Harrach & Sohn angefertigt. Sie stellt eine Mischung zwischen neospätgotischer Turmmonstranz und barocker Strahlenkranzmonstranz dar, wobei die Details in vegetabilen Ornamenten des Jugendstils gehalten sind. Die steingeschmückte Hostien-Lunula in einem Kielbogen-Schrein mit Fialen und Kreuzblume wird von zwei Engeln aus Elfenbein flankiert, die ein silbernes Kreuz und die Dornenkrone Christi als Hinweis auf den Opfertod Jesu tragen. Der Nodus der Monstranz ist mit einer Godronierung in Treibtechnik geschmückt. Die in gotischen Lettern eingravierten lateinischen Worte „Posuit Tabernaculum“ stammen aus der Vulgata und beziehen sich auf Psalm 19:

„Die Himmel rühmen die Herrlichkeit Gottes, vom Werk seiner Hände kündet das Firmament. Ein Tag sagt es dem andern, eine Nacht tut es der andern kund, ohne Worte und ohne Reden, unhörbar bleibt ihre Stimme. Doch ihre Botschaft geht in die ganze Welt hinaus, ihre Kunde bis zu den Enden der Erde. Dort hat er der Sonne ein Zelt gebaut. Sie tritt aus ihrem Gemach hervor wie ein Bräutigam; sie frohlockt wie ein Held und läuft ihre Bahn.“

### „Münchener Monstranz“
Die von Goldschmied August Hartle (München‐Großhadern) im Jahr 1960 angefertigte moderne Monstranz besteht aus einer getriebenen und vergoldeten, annähernd eiförmigen Messingplatte, die strahlenförmig mit Bergkristallen, Lapislazuli, Rosenquarzen und weiteren Halbedelsteinen besetzt ist. Während des 37. Eucharistischen Weltkongresses in München im Jahr 1960 war in ihr das Allerheiligste zur Anbetung in der Pfarrkirche St. Paul ausgesetzt. Der Eucharistische Weltkongress in München war das erste internationale Großereignis in Deutschland nach dem Zweiten Weltkrieg. Er fand unter dem lateinischen Motto: „Pro mundi vita“ (Übersetzung: Für das Leben der Welt) vom 31. Juli 1960 bis zum 7. August 1960 statt. Die ungewöhnliche Eiform der Monstranz mit ihrem Strahlenmuster könnte vom Garchinger Atom-Ei inspiriert sein, das kurz vorher im Jahr 1957 eingeweiht worden war.

### Moderner Tabernakel
Passend zur Monstranz des Eucharistischen Weltkongresses fertigte Goldschmied August Hartle auch einen Tabernakel (vergoldetes Silber mit Halbedelsteinen, 38 × 75 × 50 cm). Der Tabernakel war ursprünglich auf dem zeitgleich geschaffenen Sakramentsaltar (Entwurf: Raimund Thoma) im südlichen Querhaus aufgestellt. Aktuell befindet sich hier eine Bildinstallation von Stefan Hunstein. Die fünf großen Bergkristalle der Frontseite des Tabernakels sind umgeben von strahlenförmig angeordneten Schmucksteinen und können als Hinweis auf die heiligen fünf Kreuzeswunden Jesu bei seinem Opfertod verstanden werden. Auf der rechten Seitenwand des Tabernakels ist ein roter Karneol angebracht, der von Halbedelsteinen umgeben ist und als Symbol des Heiligsten Herzens Jesu gedeutet werden kann. Die linke Seitenwand des Tabernakels ist in Bergkristallen gestaltet und soll die Einheit von Gottvater und Gottsohn verdeutlichen. Der ehemalige Sakramentsaltar von Raimund Thoma dient seit der Umgestaltung des Jahres 2004 als Zelebrationsaltar der Kirche. Seitdem ist der Tabernakel von Hartle auf dem Marienaltar mit dem Altarbild von Gabriel von Hackl (1901/1902) aufgestellt.

### Vortragekreuz
Das von Hans Thoma um 1960 entworfene und von der Werkstätte für Metallkunst Alois Hackl in München-Laim gefertigte messingbeschlagene hölzerne Vortragekreuz mit Messingknöpfen zeigt auf der Vorderseite den auferstandenen Jesus in buntem Steinmosaik und auf der Rückseite vier Bergkristalle an den Stellen der Nagelwunden Jesu.

### Ewiges Licht
Den Ständer für das Ewige Licht aus Bronze und rotem Glas schuf Hans Thoma. Die Ausführung besorgte im Jahr 1960 die Werkstätte für Metallkunst Alois Hackl in München-Laim.

### Kreuzreliquiar
Zu Segnungen besitzt die Pfarrei ein barockes Kreuzreliquiar, das einen Span vom Kreuz Christi beinhalten soll.

St. Paul (München), Vasa sacra
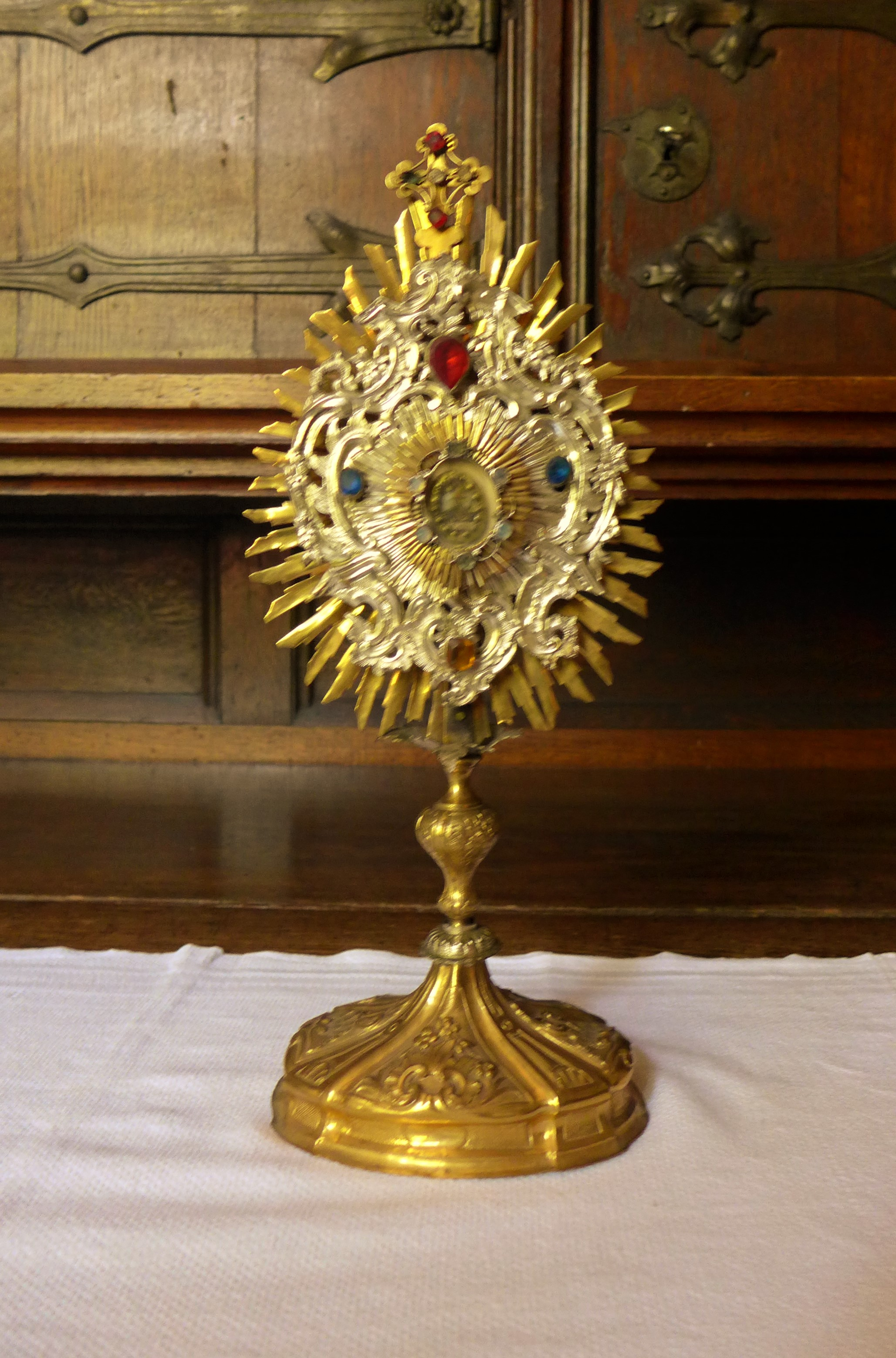
St. Paul (München), Barockes Kreuzreliquiar
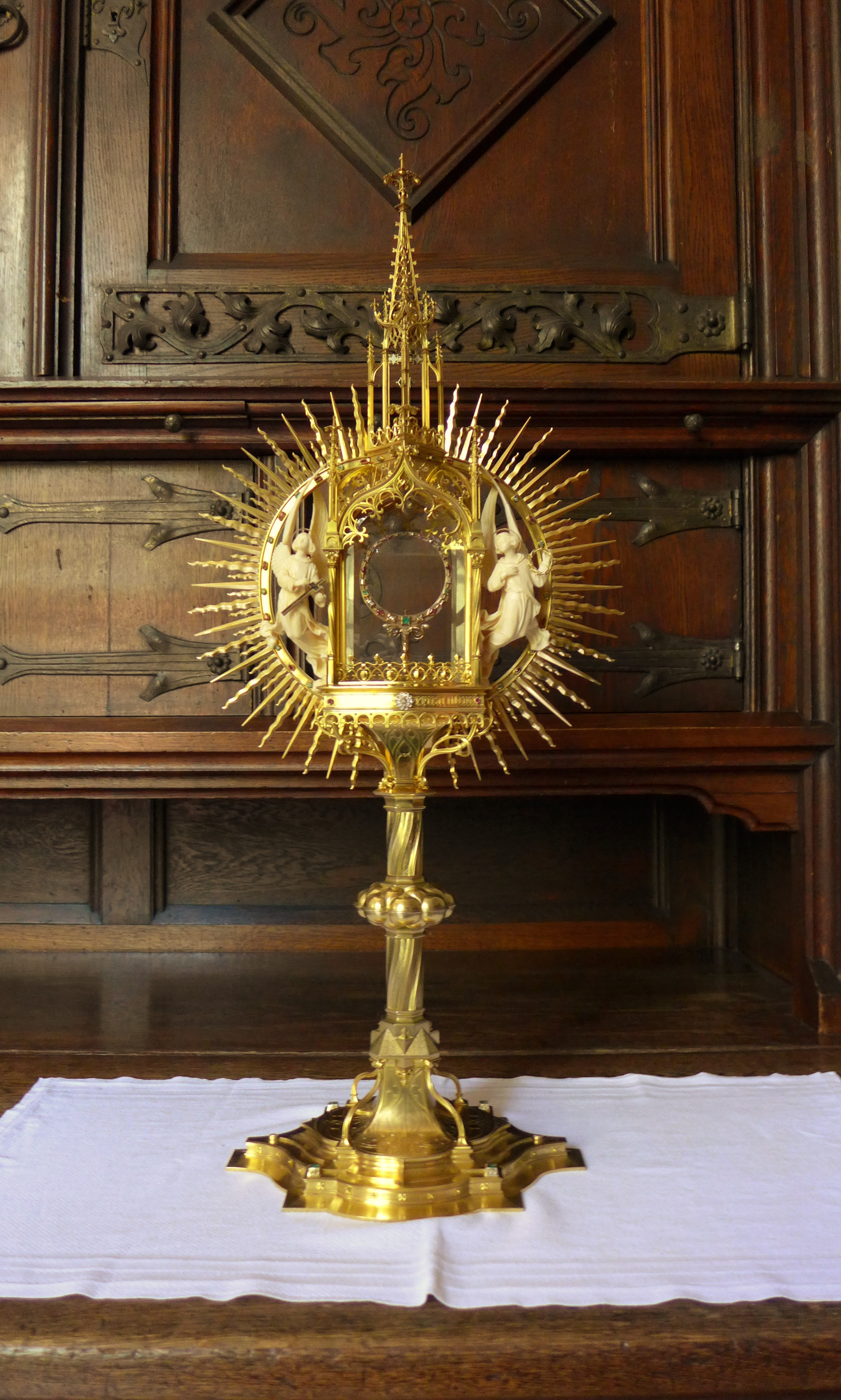
St. Paul (München), Neospätgotische Monstranz, Goldschmiedewerkstatt Harrach & Sohn
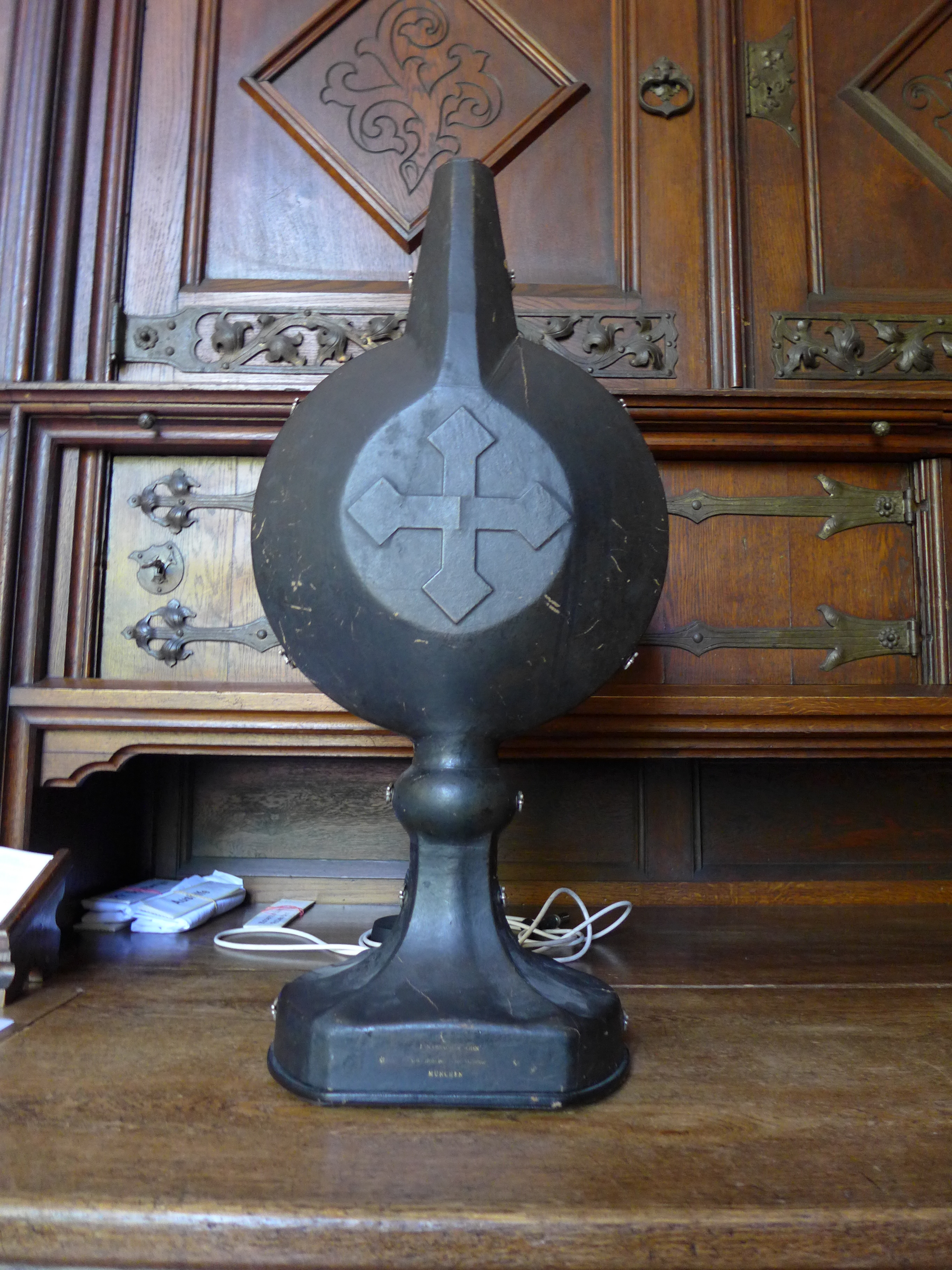
St. Paul (München), Lederfutteral der neospätgotischen Monstranz
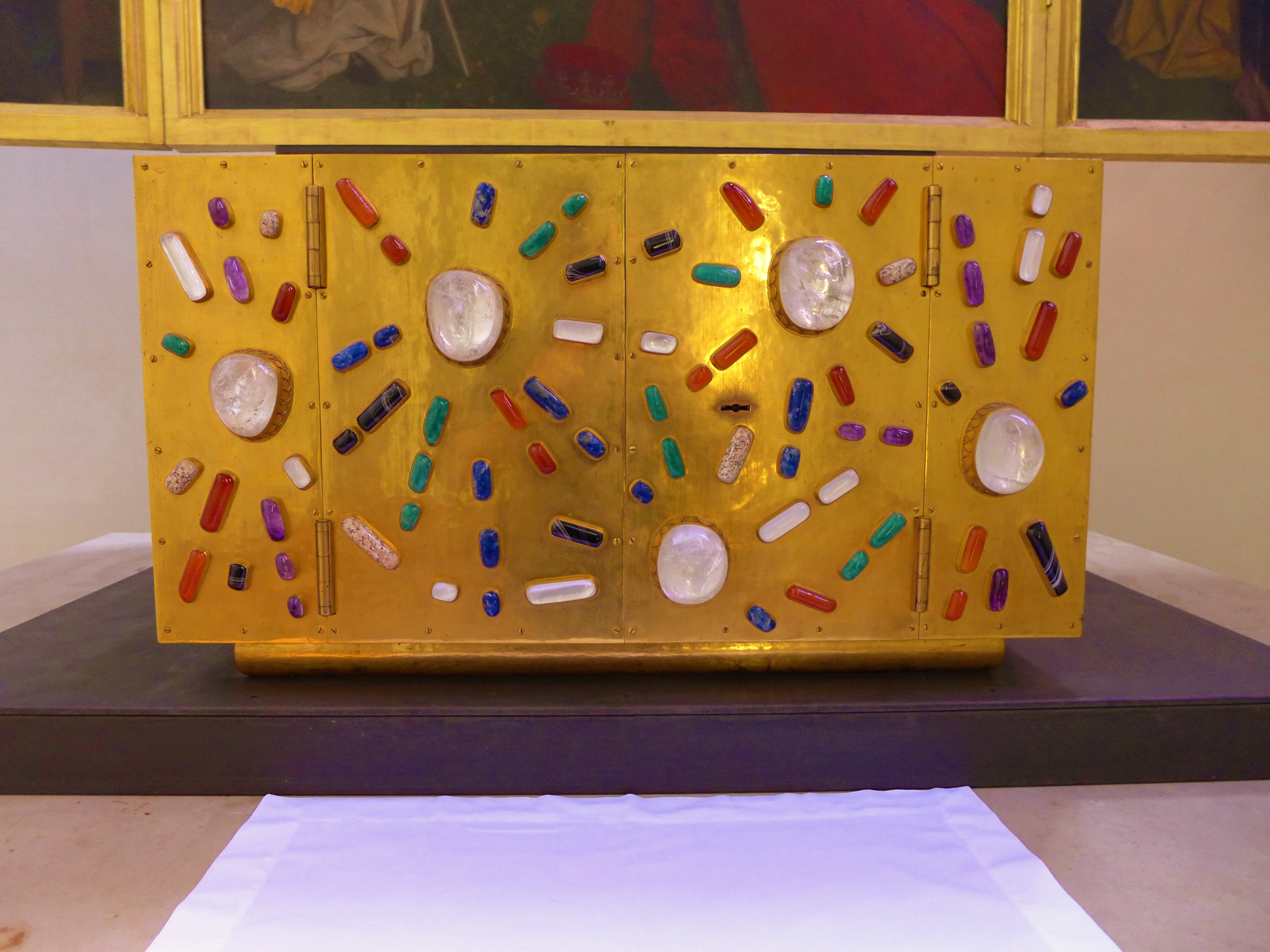
St. Paul (München), Tabernakel, Goldschmiedewerkstatt August Hartle, 1960

## Orgeln

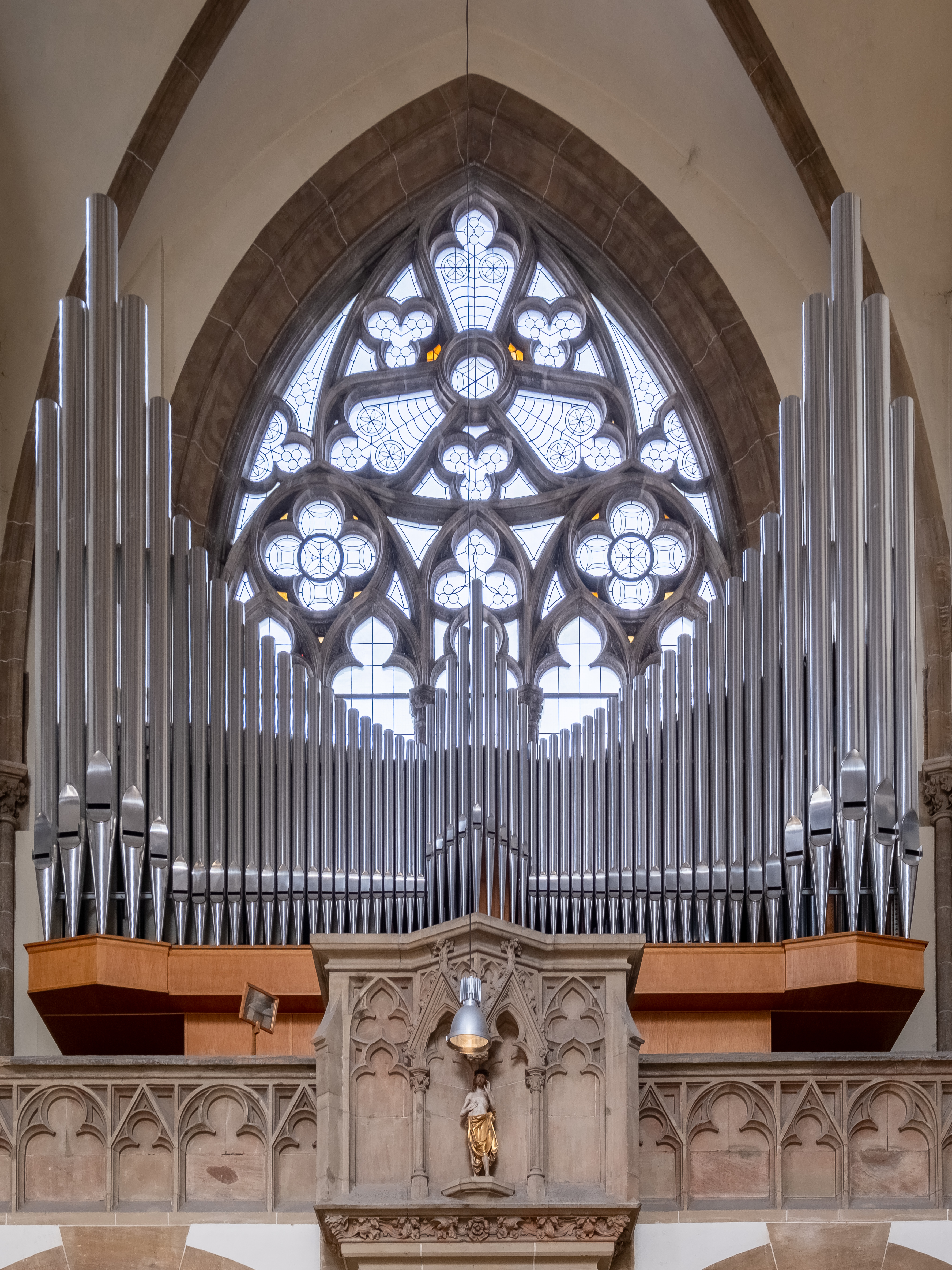
Die Orgel

### Hauptorgel
Die erste Orgel errichtete der Münchner Orgelbauer Franz Borgias Maerz im Jahre 1908 mit 49 Registern auf drei Manualen; sie war die größte Orgel Münchens, gestiftet von Frau Anna Maurer, welche die enorme Gesamtsumme von 25.000 Mark spendete, jedoch kurz vor der Fertigstellung der Orgel verstarb. Das monumentale Orgelwerk wurde 1944 zerstört; eine Emporenorgel wurde nach dem Krieg nicht mehr errichtet. Die derzeitige Hauptorgel im Querschiff wurde im Jahr 1964 von Wilhelm Stöberl erbaut. Sie hat 37 Register auf drei Manualen und Pedal. Im Jahr 2006 wurde sie von der Firma Münchner Orgelbau Johannes Führer renoviert. Dabei wurde die Disposition geringfügig geändert. Die Orgel verfügt über Kegelladen, die Spieltraktur sowie die Registertraktur sind elektropneumatisch.
Die Orgel weist folgende Disposition auf:
| I Hauptwerk C–g3 |                  |       |
| 1.               | Montre           | 16′   |
| 2.               | Prinzipal        | 8′    |
| 3.               | Rohrgedackt      | 8′    |
| 4.               | Flûte harm.      | 8′    |
| 5.               | Oktave           | 4′    |
| 6.               | Schweizer Pfeife | 4′    |
| 7.               | Oktave           | 2′    |
| 8.               | Mixtur V–VI      | 1 ⁄3′ |
| 9.               | Trompete         | 8′    |

| II Positiv C–g3 |              |        |
| 10.             | Gedackt      | 8′     |
| 11.             | Offenflöte   | 4′     |
| 12.             | Nasat        | 2 ⁄3′  |
| 13.             | Prinzipal    | 2′     |
| 14.             | Terz         | 1 3⁄5′ |
| 15.             | Scharff III  | 1′     |
| 16.             | Rohrschalmey | 8′     |
|                 | Tremulant    |        |

| III Schwellwerk C–g3 |                 |        |
| 17.                  | Holzflöte       | 8′     |
| 18.                  | Spitzgamba      | 8′     |
| 19.                  | Weitprinzipal   | 4′     |
| 20.                  | Blockflöte      | 4′     |
| 21.                  | Quinte          | 2 ⁄3′  |
| 22.                  | Oktave          | 2′     |
| 23.                  | Nachthorn       | 2′     |
| 24.                  | Terz            | 1 3⁄5′ |
| 25.                  | Scharfmixtur IV | 1′     |
| 26.                  | Musette         | 16′    |
| 27.                  | Oboe            | 8′     |
|                      | Tremulant       |        |

| Pedal C–f1 |               |         |
| 28.        | Prinzipalbass | 16′     |
| 29.        | Subbass       | 16′     |
| 30.        | Quintbass     | 10 2⁄3′ |
| 31.        | Oktavbass     | 8′      |
| 32.        | Rohrpommer    | 8′      |
| 33.        | Choralbass    | 4′      |
| 34.        | Posaune       | 16′     |
| 35.        | Dulcian       | 16′     |
| 36.        | Fagott        | 8′      |
| 37.        | Clarine       | 4′      |

- Koppeln: II/I, Sub II/I, Super II/I, III/I, Sub III/I, Super III/I, III/II, Super III/II, Super III, I/P, II/P, III/P, Sub III/P, Tutti
- Spielhilfen: Setzeranlage, Sequenzer

### Chororgel
Die Chororgel (Truhenorgel) von St. Paul wurde durch die Firma Münchner Orgelbau Johannes Führer im Jahr 2006 gefertigt. Die Stimmtonhöhe beträgt 440 bzw. 415 Hz (Transponiervorrichtung). Die Orgel verfügt über Schleifladen und hat fünf Register sowie ein Manual. Die Spieltraktur und die Registertraktur sind mechanisch. Die Orgel hat folgende Register: Gedeckt 8′, Oktave 4′, Flöte 4′, Quinte 2 2⁄3′, Oktave 2′.

## Glocken

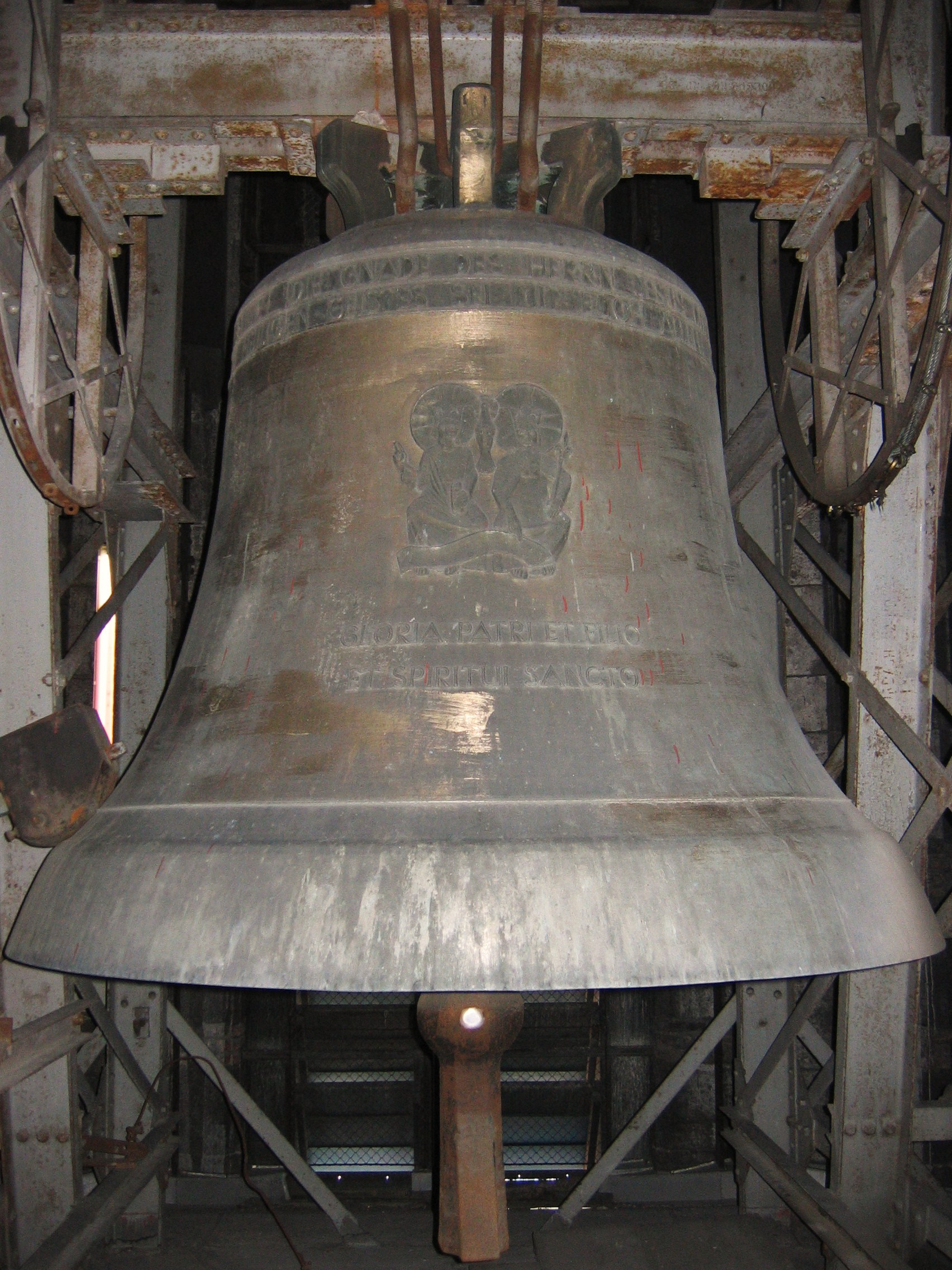
Hosanna – Glocke 1

Das Geläut von St. Paul, das zu den tontiefsten Geläuten Münchens zählt, besteht aus sechs Kirchenglocken. Sein Gesamtgewicht beträgt 13.050 kg. Alle Glocken hängen in Stahlglockenstühlen an geraden Stahljochen. Zweimal täglich (mittags und abends) zu den Gebetszeiten läutet Glocke 5 für drei Minuten. Glocke 3 erinnert freitags um 15 Uhr an die Todesstunde Christi. Das Geläut zu den Gottesdiensten und sonstigen Anlässen erfolgt nach einer Läuteordnung, die gemäß dem Liturgischen Kalender verschiedene Motive vorsieht. Das Vollgeläute erklingt im Wesentlichen zu den Hochfesten und zum Jahreswechsel.
| Glocke | Name          | Gussjahr | Gießer, Gussort                  | Durchmesser | Masse   | Nominal | Turm      |
| ------ | ------------- | -------- | -------------------------------- | ----------- | ------- | ------- | --------- |
| 1      | Hosanna       | 1958     | Karl Czudnochowsky, Erding       | 2030 mm     | 5200 kg | G°      | Hauptturm |
| 2      | Paulus        | 1958     | Karl Czudnochowsky, Erding       | 1720 mm     | 3000 kg | B°      | Hauptturm |
| 3      | Märtyrer      | 1958     | Karl Czudnochowsky, Erding       | 1520 mm     | 2000 kg | c′      | Hauptturm |
| 4      | Josef         | 1958     | Karl Czudnochowsky, Erding       | 1340 mm     | 1350 kg | d′      | Nordwest  |
| 5      | Regina Pacis  | 1958     | Karl Czudnochowsky, Erding       | 1150 mm     | 0800 kg | f′      | Nordwest  |
| 6      | Orate Fratres | 1901     | Glockengießerei Kortler, München |             | 0700 kg | g′      | Nordwest  |

## Trivia
- Zum 100. Jahrestag der Einweihung im Jahr 2006 startete die Pfarrei umfangreiche Aktivitäten, unter anderem mit Ausstellungen von Jannis Kounellis und Stefan Hunstein.
- Jährlich zum Münchener Oktoberfest zieht es zahlreiche Menschen – besonders Fotografen – auf die als Balustrade angelegte umlaufende Aussichtsplattform am Hauptturm. Von dort hat man gen Süden den weltberühmten „Postkartenblick“ auf die Theresienwiese.

## Galerie

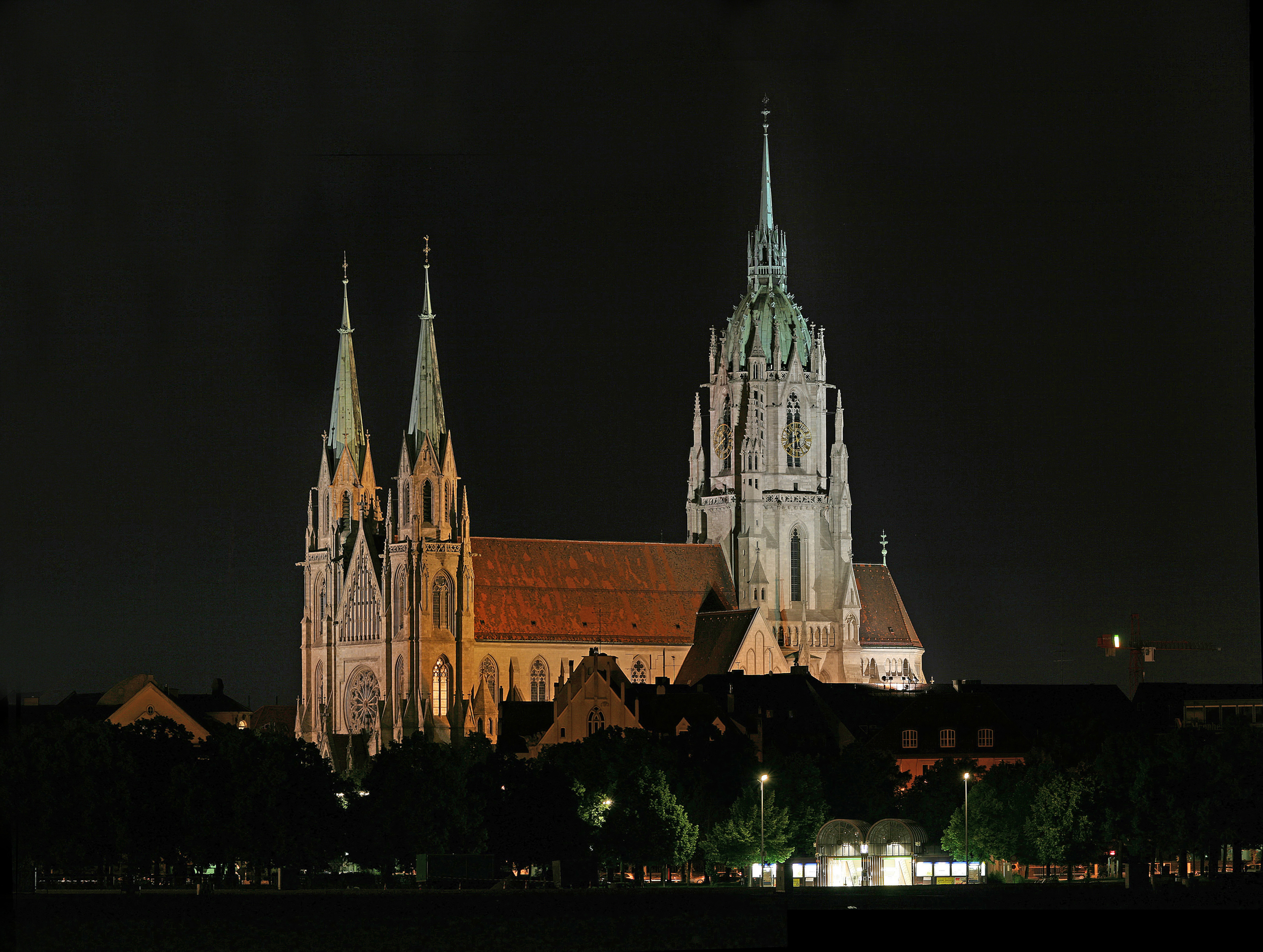
St. Paul bei Nacht von der Bavaria aus gesehen
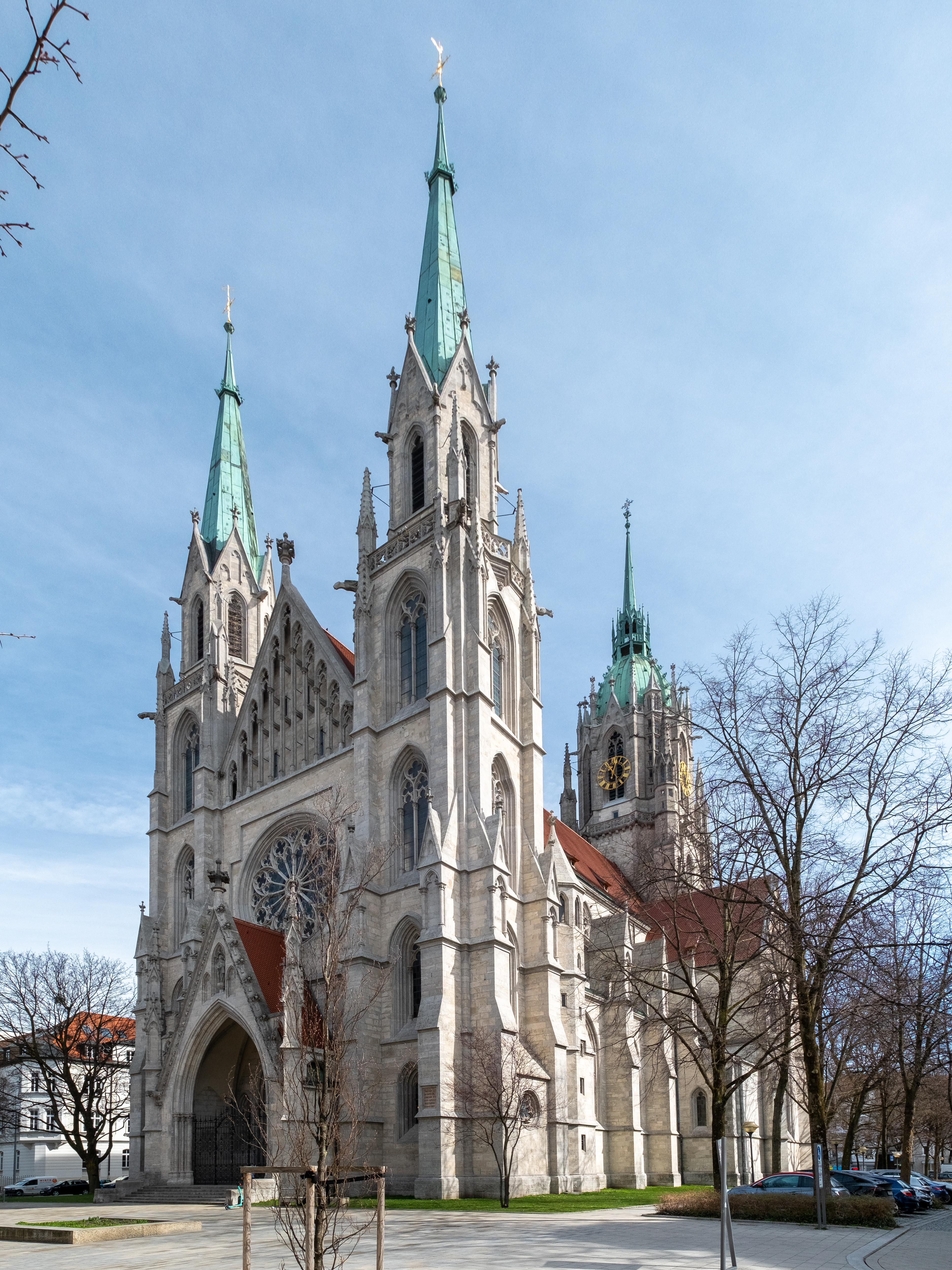
St. Paul von Südwesten
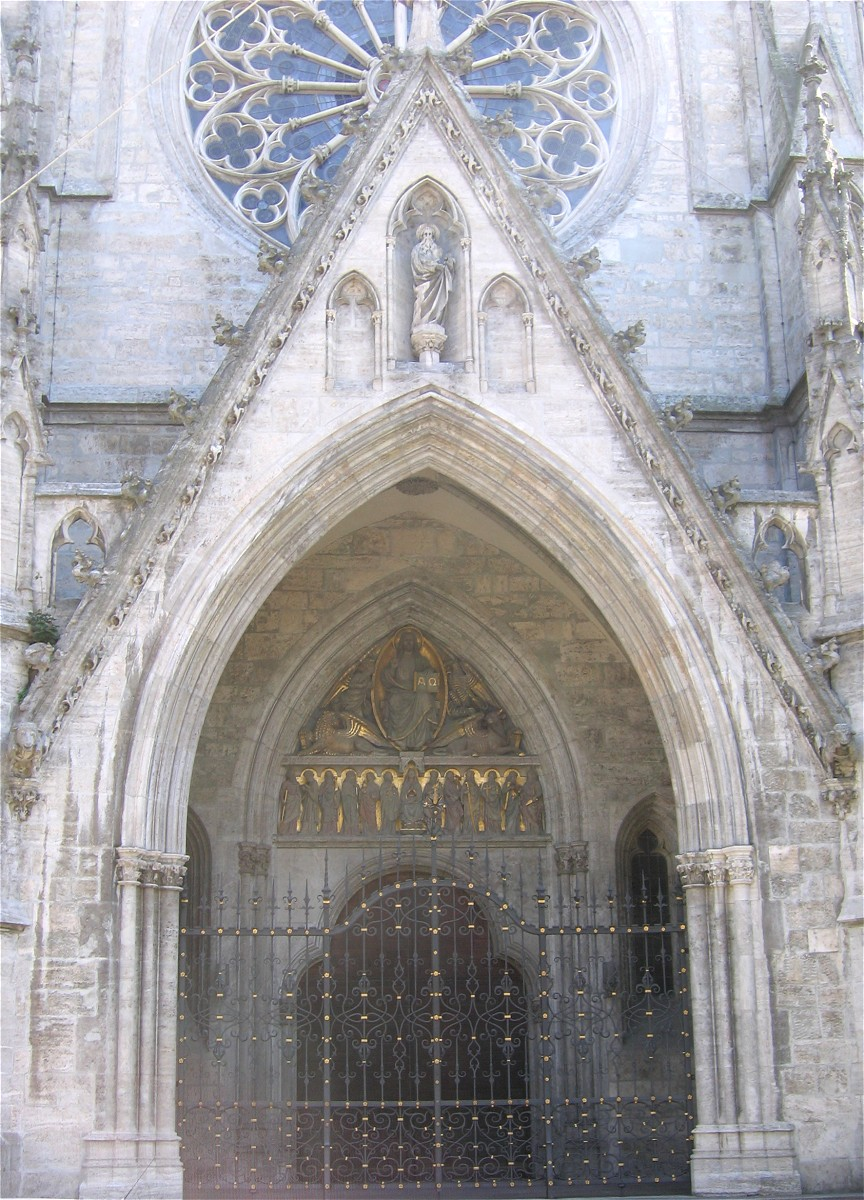
Haupteingang
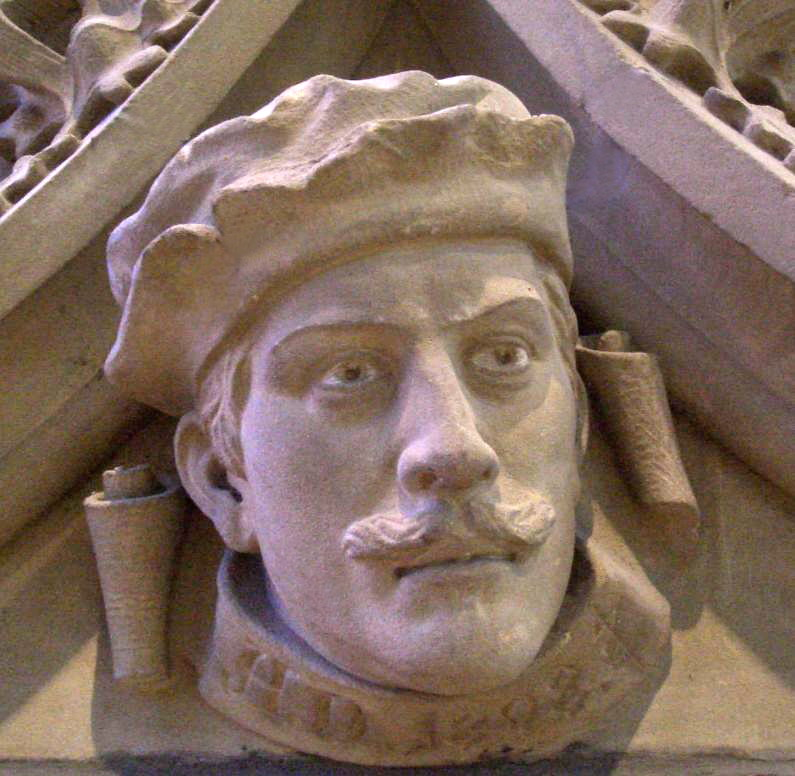
Büste des Architekten Hauberrisser am Aufgang zum Turm
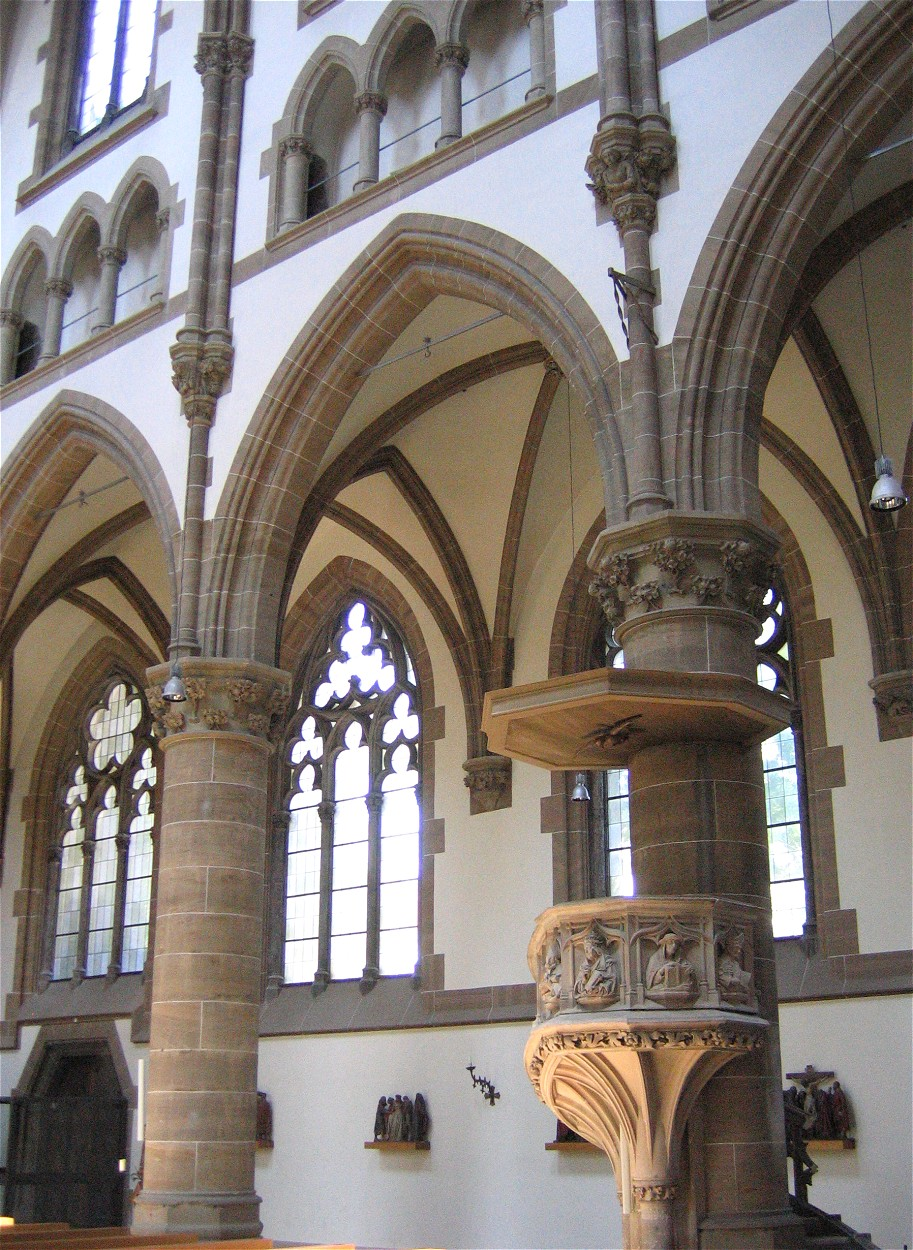
Innenraum, Kanzel
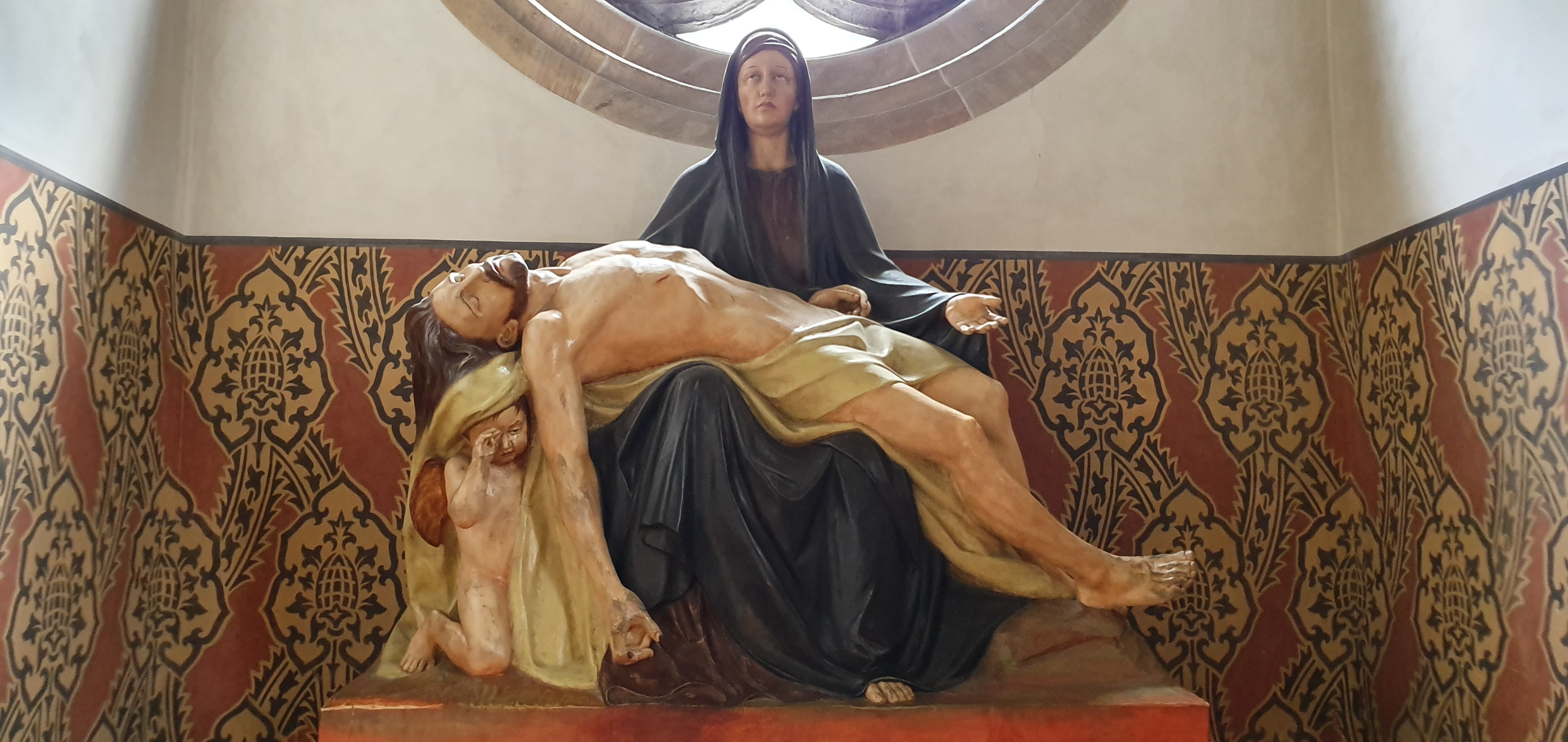
Pieta